# Josip Fon
Josip Fon (Studenice kraj Rogaške Slatine, 8. listopada 1846. – Zagreb, 7. lipnja 1899.), hrvatski liječnik.
Studirao je u Grazu. Bio je voditelj kirurškog odjela Bolnice milosrdne braće u Zagrebu, prvi pročelnik novosnovanog (1871.) odjela za vanjske bolesti u Javnoj općoj bolnici Milosrdne Braće na Jelačićevom trgu. Začetnik je moderne kirurgije u Hrvatskoj. Uveo je antisepsu. Prvi u Hrvatskoj izvodio velike abdominalne operacije. Godine 1878. godine izveo je prvu laparotomiju u nas. Osnivač je Hrvatskog Sokola, njegov starješina te doživotni počasni predsjednik. Zaslužan je i za utemeljenje Hrvatskoga planinarskog društva i Prvog hrvatskog sklizačkog društva.